# Flobecq
Flobecq är en kommun i Belgien.   Den ligger i provinsen Hainaut och regionen Vallonien, i den centrala delen av landet, 40 km väster om huvudstaden Bryssel. Antalet invånare är 3 376.
Omgivningarna runt Flobecq är en mosaik av jordbruksmark och naturlig växtlighet. Runt Flobecq är det ganska tätbefolkat, med 207 invånare per kvadratkilometer.